# 雷恰利茲

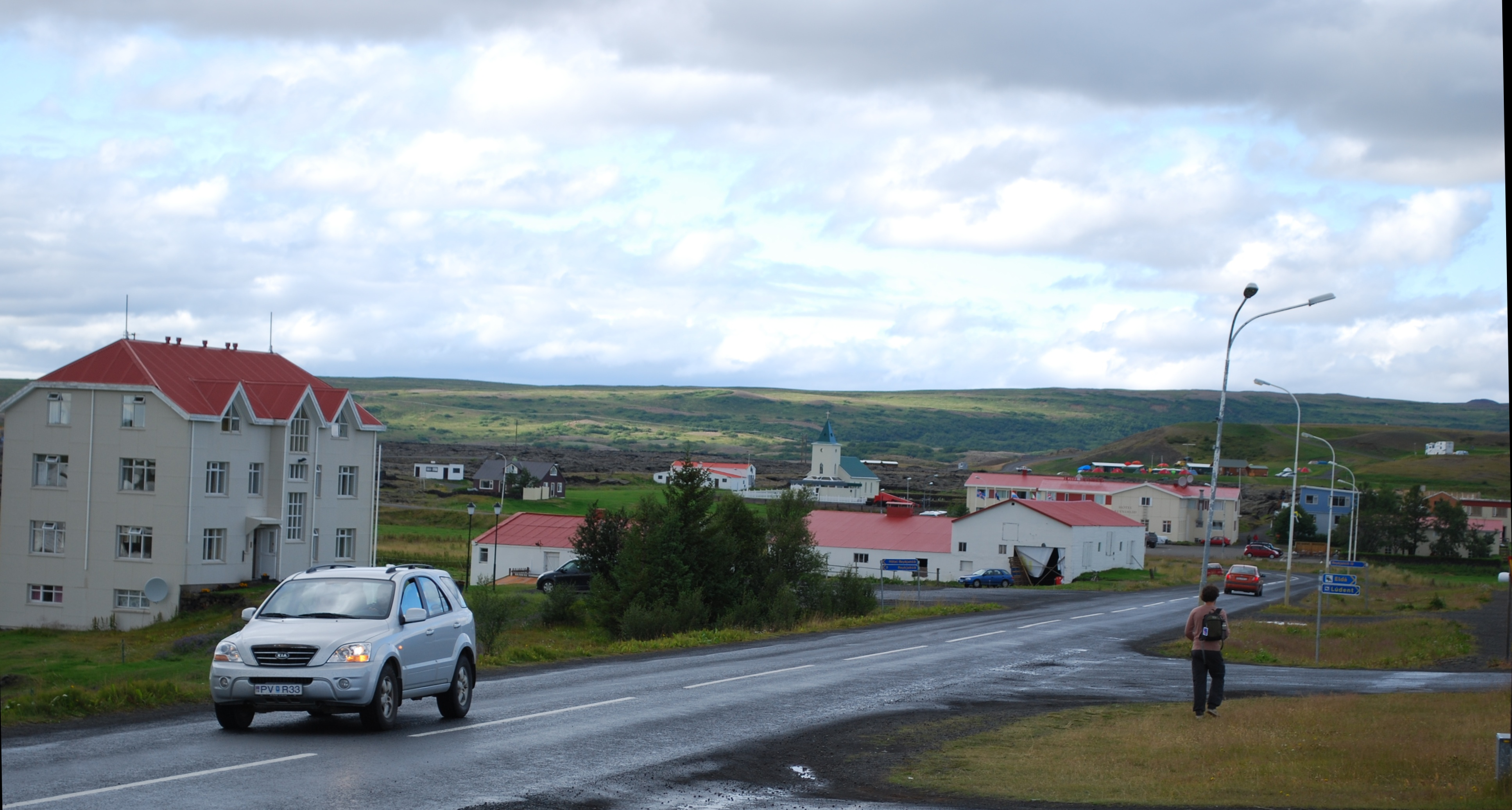
雷恰利茲

雷恰利茲是冰島東北區辛盖亚乡市镇的村庄，位於該國東北部米湖北岸，毗鄰克拉布拉火山，主要經濟活動是旅遊業，2023年人口237。

## 外部連結
- （冰岛语） Skútustaðahreppur municipal website （页面存档备份，存于）
- Myvatn Nature Baths
- Photos of Krafla and Reykjahlíð (among others)